# Lỵ sở (Pháp)
Lỵ sở (tiếng Pháp: préfecture) tại Pháp có thể là:
- Một tỉnh lỵ (Chef-lieu de département) của một tỉnh;
- Một thủ phủ (Chef-lieu de région) của một vùng;
- Tổng hành dinh hay nơi cư ngụ chính thức của một tỉnh trưởng hay thủ hiến.

## Vai trò của lỵ sở tại các tỉnh
Có 101 lỵ sở tại Pháp, một cho mỗi tỉnh. Viên chức đứng đầu tại một sở lỵ là tỉnh trưởng hay thủ hiến (tiếng Pháp: préfet). Lỵ sở là một khu vực hành chính thuộc Bộ Nội vụ Pháp, và vì vậy đảm trách việc cấp pháp giấy tờ nhận dạng, bằng lái xe, hộ chiếu, giấy phép cư trú và làm việc đối với người ngoại quốc, đăng ký xe, đăng ký các hội đoàn (thành lập, điều chỉnh tư cách, giải tán), và các công việc thuộc điều hành lực lượng cảnh sát và nhân viên cứu hóa.
Lỵ sở biểu hiện chính phủ quốc gia tại cấp địa phương và như thế thực thi các quyền lực được hiến pháp giao cho chính phủ quốc gia.
Tỉnh trưởng/thủ hiến có thể ra các sắc lệnh, thí dụ như đóng một tòa nhà nếu xét thấy không hợp quy định về an toàn, hay chỉnh sửa lại các quy định về lưu thông xe cộ (tốc độ tối đa, giấy phép xây dựng đường sá).
Cơ quan quản trị tỉnh là hội đồng tỉnh (tiếng Pháp: Conseil général) đảm trách việc xây dựng và bảo trì các trường học và đường sá, trợ cấp cho người tàn tật và người già, và đề xướng pháp triển kinh tế địa phương,... Trong quá khứ, tỉnh trưởng là người đứng đầu tỉnh, tuy nhiên, kể từ năm 1982, chủ tịch hội đồng tỉnh nhận lấy vai trò hành chính của tỉnh.

## Paris
Có một ngoại lệ là tại thành phố Paris (Île-de-France) và ba tỉnh xung quanh nó. Các tỉnh này được điều hành bởi một lỵ sở chung, đặc trách việc thi hành pháp luật và các mục đích an ninh, được gọi là Lỵ sở cảnh sát (tiếng Pháp: Préfecture de police); một tình trạng thừa hưởng từ thời Công xã Paris năm 1871. Quyền thi hành pháp luật thường được đặt vào (thị) xã trưởng tại các xã.

## Phân cấp hành chính tỉnh
Các tỉnh được chia thành các quận, sau đó thành các tổng, rồi các xã. Quận lỵ (chef-lieu d'arrondissement) là lỵ sở cấp thấp tại Pháp (tiếng Pháp: sous-préfecture). Viên chức trông coi lỵ sở quận là quận trưởng (tiếng Pháp: sous-préfet). Các tổng tương đối có ít quyền lực và tầm quan trọng của chúng là tổ chức bầu cử địa phương (tổng là phân cấp hành chính dành cho bầu cử).